# Portugals herrlandslag i basket
Portugals basketlandslag representerar Portugal i basketboll på herrsidan. Laget gick med i FIBA 1932 och har sedan dess deltagit i tre EM-slutspel (1951-2011), utan att ha lyckats ta någon medalj. Portugal ligger på 47:e plats på FIBA:s världsranking efter 2010 års världsmästerskap.

## Mästerskapsresultat

### Europamästerskap
- 1951: 15:e
- 2007: 9:e
- 2011: